# Адальберт Бременский
Адальберт (нем. Adalbert; ок. 1000, Гозек — 16 марта 1072, Гослар) — архиепископ Гамбургский и Бременский с 1043 года.

## Происхождение
Адальберт происходил «из очень знатного саксонского рода». Он был сыном Фридриха I Гозекского, пфальцграфа Саксонского, графа Мерзенбургского и его жены Агнессы. Ряд исследователей считали будущего архиепископа Гамбурга и Бремена потомком (через мать или отца) саксонского рода Веттинов. Другие указывали иное происхождение (например, Allgemeine Deutsche Biographie писала, что он указывал на своё родство с императрицей Феофано.).
Саксонский анналист и автор «Генеалогии Веттинов» писали, что Агнесса была дочерью «маркграфа Деди» и сестрой Деди II Младшего из рода Веттинов. Эта версия считается ошибочной, так как к моменту смерти Фридриха I (умершего к 1042 году) «дочь маркграфа Деди» была бы слишком юна, чтобы родить трёх сыновей и дочь.
Гозекская хроника писала, что Агнесса была «дочерью сеньоров Веймара» точнее Вильгельма II Большого, графа Веймара. Гозекская хроника писала, что Агнесса воспитывалась и училась в Кведлинбурге, и именно она повлияла на то, что Адальберт выбрал духовную стезю.
Также Адальберт был родственником архиепископа Гамбургско-Бременского Унвана.
Во многих биографиях годом рождения обозначен 1000-й. На самом деле (учитывая даты рождения братьев) он родился около 1010 г.
Есть две точки зрения на место Адальберта среди детей. Одни исследователи называют его старшим из трёх сыновей, другие младшим. В пользу старшинства говорит то, что в хрониках он упоминается первым (хотя это может быть связано с его саном), а также роль Агнессы, повлиявшей на выбор сына. В пользу второй версии — то, что в Средние века духовная стезя была уделом младших сыновей.

## Начало церковной карьеры
В 1032 году стал каноником, в 1036 году — пробстом в Хальберштадте.
Гозекская хроника писала, что 25 марта 1041 года Адальберт и его братья пфальцграфы Деди и Фридрих открыли Гозекский монастырь.
В 1043 году Адальберт стал архиепископом Бремена и Габсбурга и был в этой должности 29 лет. Посвящение в сан состоялось в Ахене: пастырский посох Адальберт получил от императора Генриха III, а епископский паллий — от послов римского папы Бенедикта IХ. В посвящении участвовало 12 епископов. По словам Гозекской хроники, Адальберт, став архиепископом, уступил братьям часть своего наследства, а в обмен Гозекский монастырь с окрестностями перешли в прямое подчинение Бременской церкви.
Энциклопедический словарь Брокгауза и Ефрона утверждал, что епископом объединённых в 847 году епархий Гамбурга и Бремена Адальберт стал благодаря дружеским отношениям с королём Генрихом III.

## Архиепископ Бремена и Гамбурга

### Имперская политика
Адам Бременский писал, что Адальберт сопровождал императора Генриха III в Венгрию в 1044, против славян-лютичей в 1045 году. Бульст-Тиле Мария Луиза, Йордан Карл, Флекенштейн Йозеф утверждали, что боевых действий не было, и лютичи согласились возобновить дань после того, как Генрих III собрал свои войска.
Ряд авторов утверждали, что Адальберт, бывший в 1045 году канцлером Италии, и Адальберт Бременский — это одно и то же лицо.
Адальберт сопровождал Генриха III и в римском походе 1046 года. Генрих III, низложив трёх пап, предложил занять папский престол Адальберту, но тот уклонился. По совету Адальберта 25 декабря 1046 года римским папой был выбран епископ Бамбергский сакс Суитгер (принявший имя Климент II) (друг Адальберта). Летом 1047 года Генрих III с женой Агнессой гостя у Адальберта в Бремене присутствовал на освящении церкви в Балленштедте (построенной Эзико фон Балленштедтом) и передал архиепископу фризские округа Фивельго и Хунсиго. Но закрепиться Адальберту в данных графствах помешали герцог Нижней Лотарингии Готфрид Бородатый и племянник императора маркграф Фрисландии Экберт I. Покинув Бремен, император Генрих III направился в королевскую резиденцию Лезум. Император лишь благодаря бдительности Адальберта не попал в засаду. Было выявлено, что организатором западни был Титмар, брат герцога Саксонии Бернхарда II. Вызванный на имперский суд Титмар, «пожелав очиститься от обвинения поединком», был убит на нем своим вассалом Арнольдом. Вскоре Арнольд был жестоко убит сыном Титмара — Титмаром Младшим. За это убийство Титмар Младший был приговорён к пожизненному изгнанию. И хотя выявление заговора Титмара позволило Генриху III ограничить власть Биллунгов в Саксонии, но «наполнило герцога, родного брата убитого, и его сыновей лютой яростью против архиепископа»
Весной 1049/1051 года Адальберт участвовал в походе во Фландрию. Желая решить эту проблему[какую?], император Генрих III и король Генрих I Французский привлекли к союзу Эдуарда Исповедника. А благодаря посредничеству Адальберта к этой коалиции присоединился и Свен Эстридсен Датский.
В 1049 году Адальберт участвовал в Майнцском соборе, которым руководили папа Лев IX и император Генрих III

### Северный патриархат
В 845 году Анскарий Гамбургский получил Бременское епископство, входившее в юрисдикцию Кёльнского архиепископства. И на основании этого кёльнские архиепископы претендовали на главенство над бременскими архиепископами. Саксонские герцоги также стремились поставить архиепископов под свой контроль.
До создания державы Кнуда Великого бременские архиепископы опекали епископаты в Скандинавии и у западных славян. В результате миссионерской деятельности всё большее количество людей в этих странах становились христианами. Но после того как Кнуд Великий включил в свою державу Англию, там возросла роль английских миссионеров. И хотя Кнуд Великий признал, что Дания находится в сфере Бременской митрополии, её архиепископов продолжала беспокоить деятельность английских миссионеров. В 1042 году со смертью Хардекнуда англо-датская уния закончилась.
Адальберт решил не только возродить прежнюю роль Бременского архиепископства, но и основать на севере Европы особый северный патриархат. По словам Адама Бременского, это было вызвано тем, что Свен Датский хотел основать самостоятельное архиепископство. А Адальберт соглашался поддержать это решение лишь при условии получения сана патриарха (бывшего в католичестве выше архиепископа, но ниже, чем римский папа).
В случае реализации проекта северного патриархата церкви Дании, Норвегии, Швеции должны были перейти из непосредственной подчинённости в опосредованную. Патриарх должен был занять положение посредника между империей и северными государствами. Часть территорий (Штаде, Лезум) должны были быть реорганизованы, другие — подчинены другим епархиям (Верден — Майнскому архиепископству)
Ставший в 1049 году папой, Лев IX назначил Адальберта легатом в северную Европу. В состав Бременской церкви вошли: Вендская держава (между реками Пенной и Эйдером), Дания, Исландия, Норвегия, Швеция, Финляндия.
Но переговоры с папой о создании северного патриархата затянулись. Вернер Трилльмих писал, что начатая клюнийцами реформа требовала от пап централизации христианства, и создание северного патриархата было в духе имперской церкви, но дисгармонировало с идеями реформаторов. Другие исследователи считали, что папы были более лояльно настроены к прожекту. После смерти Льва IX в 1054 году новый папа Виктор II лишь подтвердил пожалования, сделанные предшественником, но вопрос о патриархате закрыл.
Адальберт посылал миссионеров в Финляндию, Гренландию, Оркнейские острова и Лапландию
Несмотря на то, что вначале ситуация в Дании, Норвегии, Швеции и у славян складывалась благоприятно — полабских славян в Вендскую державу объединил христианин Готшалк, Свен Датский первоначально был настроен дружественно, — у идеи создания северного патриархата были и противники. Среди них были правившие в Саксонии Биллунги, не желавшие усиления архиепископства.
Адальберт планировал создать в Бременском архиепископстве 12 епископств с центрами: 1) в Палене, 2) в Хайлигенштедтене, 3) в Ратцебурге, 4) в Ольденбурге, 5) в Мекленбурге, 6) в Штаде, 7) в Лезуме, 8) в Вильдесхаузене, 9) в Бремене, 10) в Фердене, 11) в Рамельсло, 12) во Фризии. Из них удалось создать епископства в Ратцебурге, Ольденбурге и Мекленбурге
Готовясь к этому, Адальберт создавал новые приорства: 1) в Бремене были созданы три: монастырь святого Виллехада, монастырь святого Стефана и монастырь святого Павла, 2) монастырь в Лезуме, 3) монастырь в Штаде, 4) монастырь в Зюльберге, 5) монастырь в Эсбеке в Минденской епархии, 6) а также включил Гозекский монастырь, основанный отцом архиепископа.
Но план Адальберта по отделению германской церкви от римской не удался из-за разных причин: с Свеном Эстридсеном он поссорился из-за брака датского короля с Гунхильдой; епископ Эмунда Шведского Осмунд, получив рукоположение от архиепископа Польши, провозгласил себя шведским архиепископом, Харальд III Хардроде, новый король Норвегии, также стремился создать самостоятельную от Бременско-Гамбургской церковь.
Из-за конфликта с норвежским королём Адальберт пошёл в 1052 году на примирение с Свеном Эстридсеном и пригласил его в Германию, где в 1053 году в Мерзенбурге император заключил с датским королём договор о дружбе. В 1057—1060 годы число епархий в Дании выросло с 6 до 9 (к епархиям в Шлезвиге, Оденсе, Роскилле, Лунде и Дальби добавились епископы в Орхусе, Рибе, Виборге, Вендиле)
Стенкиль, став новым королём Швеции, решил поддержать Адальварда, присланного бременской церковью.
В 1059 году герцог Саксонии Ордульф и его брат Герман разорили земли Бременской епархии во Фризии и окрестностях Бремена.
В 1061 году Ордульф Саксонский покинул Гамбург, перенеся свою резиденцию в Нойбург. Адальберт остался в старом замке.

### Регент и советник
В 1056 году Генрих III умер, но успел передать опеку над Генрихом IV папе римскому Виктору II. Вскоре после смерти императора к опекунству присоединилась и его вдова Агнесса. Но в 1057 году Виктор II умер. В апреле 1062 года кёльнский архиепископ Анно, захватив юного императора, стал его регентом
Анно Кёльнскому пришлось привлечь к государственному управлению сначала Зигфрида, архиепископа Майнцского, а потом и Адальберта, архиепископа Бременского. Адальберт, имевший более дружелюбный характер, чем суровый Анно, произвёл на юного императора благоприятное впечатление. Анно и Адальберта как регентов империи именовали «консулами». При этом Анно именовали «magister», а Адальберта «patronus»
Осенью 1063 года Адальберт сопровождал императора в его походе на помощь Шаламону в Венгрию
В 1063 году, воспользовавшись отъездом кёльнского архиепископа Анно в Рим, Адальберт стал единоличным опекуном и регентом юного короля Генриха IV.
По мнению Шлоссера, именно Адальберт внушил Генриху IV нелюбовь к саксонцам
Расположив к себе юного 14-летнего короля, Адальберт объявил его в Вормсе на Пасху 1065 года (29 мая 1065) совершеннолетним, рассчитывая и далее управлять государством.
Благодаря императору Адальберт получил и купил монастыри Лорш и Корвей, графства Бернхарда II Верле и Экберта Брауншвейгского, поместья Зинциг, Плессе, Гронинген, Дуйсбург и Лезум. Лезум был куплен в июне 1063 года у императрицы Агнессы за 9 фунтов золота.
Стремление Адальберта укрепиться в Саксонии, недовольство его влиянием на императора вызвали недовольство знати. Аббаты Корвея и Лорша, переданные императором в подчинение архиепископу Бремена, оказали Адальберту сопротивление.
Но в январе 1066 года на рейстаге в Трибуре архиепископы майнцский Зигфрид и кёльнский Анно вместе с другими государственными деятелями потребовали от императора лишить Адальберта звания советника. Затем Адальберт вынужден был бежать в Бремен, так как ему угрожали оружием.
С этим совпали волнения в Саксонской области, Фризии и у славян. Летом 1066 года венеды восстали против христианства, Готшальк был убит, Гамбург сожжён. В Саксонии на церковные владения напали возглавляемые Магнусом Билунги, а в Фризии — Бернгард и Экберт. Бремен был разграблен. Адальберт, покинув Бремен, укрылся в Госларе, а позже в Лохтуме. Бременское епископство фактически оказалось разделено между Магнусом Биллунгом, Удо Штаде и Адальбертом. Магнус, примирившись с Адальбертом, принёс ему вассальную присягу и обещал вернуть фризские графства.
По словам Адама Бременского, опечаленный неудачами, а также невзгодами подданных Адальберт Бременский последние пять лет своей жизни не мылся.
В 1069 году Адальберту удалось вернуться ко двору и приобрести прежнее влияние. Адам Бременский писал, что в это время Адальберт получил Плессе, Дуйсбург, Гронинген и Зинциг, Вильдесхаузен (у Бремена) и Розенфельд (у Гамбурга). В 1071 году император Генрих IV встретился с Свеном Датским в Бардовике у Люнебурга и заключил антисаксонский союз. Это привело к подчинению Саксонии императору
Попытки саксонского герцога Ордульфа подавить антихристианские силы, пришедшие к власти в Вендской державе, оказались неудачной. Её новый правитель Крутой смог захватить саксонскую Нордальбингию. А Гамбург был уничтожен в 1071—1072 годы.

### Деятельность внутри епархии
Став архиепископом, Адальберт продолжил строительство Бременского собора, начатого Адальбрандом. Но, по словам Адама Бременского, так как у архиепископа не хватало камней, то ради этого строительства он приказал разрушить городскую стену, башню, а также монастырь и изменил план строительства:

Алебранд начинал строить её по образцу Кёльнской, а Адальберт решил завершить церковь по примеру Беневентского собора— Адам Бременский. Деяния архиепископов гамбургской церкви. КНИГА ТРЕТЬЯ. 3
 Через семь лет после начала было завершено лишь строительство фасада и двух алтарей: главного в честь девы Марии и западного в честь апостола Петра. А само строительство было закончено лишь к 1067 году. При этом западная крипта была посвящена апостолу Андрею.

## Смерть
В марте 1072 года, за 14 дней (в другом варианте за 3 дня) до смерти, Адальберт, находясь в Госларе, слёг. По словам Адама Бременского, у архиепископа была дизентерия. Но, несмотря на болезнь, Адальберт не ограничивал себя в напитках и не разрешал делать кровопускание.
Адальберт Бременский умер 16/17/21 марта 1072 года в Госларе, в то время, как Генрих IV по его совету собрался походом на саксов.
Магдебурские анналы писали, что, лёжа при смерти, Адальберт с гордостью заявил, что приобрёл для своей церкви из своего наследства и собственным трудом более 2000 мансов. Всё своё имущество (книги, мощи святых и их одежды) архиепископ завещал императору, а также поручил ему свою церковь и церковное имущество. Среди реликвий была передана рука апостола Иакова.
Тело было перевезено в Бремен и 25 мая 1072 года было похоронено в Бременском соборе, в крипте девы Марии.

## Оценка
С Адальбертом Бременским был близок Адам Бременский, который оставил подробное жизнеописание Адальберта. Адам дал архиепископу положительную характеристику:

этот замечательный человек может быть превознесён всякого рода похвалами, поскольку он был знатен, красив, мудр, красноречив, воздержан и целомудрен; всё это он соединял в себе, но имел ещё и другие достоинства, которые люди обычно приобретают извне, а именно, богатство и счастье, посредством чего добывается слава и власть; всем этим Адальберт обладал в избытке. Кроме того, в осуществлении миссии среди язычников, — что является первым долгом Гамбургской церкви, — он был столь деятелен, как никто до него. Относительно торжественности богослужения, уважения к апостольскому престолу, верности государству, забот о своём приходе ему не было равных, и вряд ли кто-нибудь в звании духовного пастыря действовал с большим рвением, чем он, — о если бы он оставался таким до конца! Ибо, будучи таковым в начале, под конец жизни он производил гораздо менее благоприятное впечатление. Правда, подобное ухудшение нравов этого не слишком предусмотрительного мужа произошло не только из-за его собственной небрежности, но и под влиянием злобы других. — Адам Бременский. Деяния архиепископов гамбургской церкви. КНИГА ТРЕТЬЯ.1

он был остроумен, находчив и обладал множеством разных талантов. В делах мирских и церковных Адальберт обладал большой мудростью, славился своей памятью, хранившей всё, что он раз слышал или серьёзно изучал, и необыкновенным даром красноречия в изложении однажды усвоенного. Отличаясь прекрасной наружностью, он был большим любителем целомудрия. Его щедрость была такова, что он с большой готовностью и радостью награждал даже таких, которые о том не просили, но сам считал недостойным просить о чем-либо других, с затруднением принимал подарки и чувствовал себя при этом униженным. Смирение его вызывает сомнение, ибо он обнаруживал его только в отношении рабов Божиих, бедных и странников, причём в такой степени, что, отправляясь ко сну, он часто мыл, став на колени, ноги у тридцати и более нищих; зато перед светскими князьями и равными ему по званию людьми он отнюдь не желал смиряться. Более того, он обличал их с таким рвением, что одних укорял за расточительность, других — за жадность, третьих — за неверность, и не щадил никого, если знал за ним какой-либо грех. При столь редком соединении в одном сосуде стольких добродетелей Адальберта можно было бы назвать счастливым, если бы не один порок, ненавистность которого омрачала весь блеск славы, которой мог бы сиять архиепископ, а именно, тщеславие — обычный спутник богатых людей. Оно породило такую ненависть к этому мудрому мужу, что многие говорили, будто даже добрые дела, которых он сделал очень много, были сделаны им ради мирской славы.— Адам Бременский. Деяния архиепископов гамбургской церкви. КНИГА ТРЕТЬЯ.2
Адам Бременский в своей оценке Адальберта указывал как положительные, так и отрицательные черты, но не все хронисты были столь объективны.
Бруно, автор Книги о саксонской войне, излагавший позицию противников императора Генриха IV и Адальберта, писал:

жил Бременский епископ Адальберт, настолько надутый спесью и высокомерием, что никого не считал себе равным ни в светской знатности, ни в святом образе жизни. Когда, однажды, во время какого-то великого праздника он в присутствии короля служил мессу и по обыкновению поднялся на более высокое место, чтобы объявить народу слово Божье, то среди прочего посетовал на то, что, якобы, пропали в этой земле добрые и благородные люди; только он и король, — говорил он, ставя себя впереди короля, — остались из всей знати, — тогда как рядом стояли два его брата, рождённые от одних с ним родителей, — и, хоть не имеет он имени своего брата, князя апостолов Петра, но имеет такую же, как Пётр, власть и даже ещё большую, ибо никогда, подобно Петру, не отрекался от Господа своего.
— Бруно. Книга о саксонской войне: Начинается Саксонская война. 2
В доказательство своей позиции характеристики архиепископа Бруно приводил как достоверный, вероятно, анекдотичный случай: Адальберт однажды одной заболевшей аббатисе приказал умереть за 15 дней, планируя этим после её смерти доказать своё могущество. Но аббатиса выздоровела.